# Цзэнчэн
Цзэнчэ́н (кит. упр. 增城, пиньинь Zēngchéng) — район городского подчинения города субпровинциального значения Гуанчжоу провинции Гуандун (КНР).

## История
Уезд Цзэнчэн (增城县) был создан ещё во времена империи Хань в 201 году до н.э. Во времена империи Цзинь в 331 году из уезда Цзэнчэн был выделен уезд Баоань. Во времена империи Мин в 1496 году из уезда Цзэнчэн был выделен уезд Лунмынь.
После вхождения этих мест в состав КНР был создан Специальный район Дунцзян (东江专区), и уезд вошёл в его состав. В 1952 году Специальный район Дунцзян был расформирован, и уезд перешёл в состав Административного района Юэчжун (粤中行政区). В 1955 году Административный район Юэчжун был упразднён, и уезд перешёл в состав Специального района Хойян (惠阳专区). В ноябре 1958 года уезд Лунмэнь был присоединён к уезду Цзэнчэн. В марте 1959 года Специальный район Хойян был расформирован, и уезд Цзэнчэн перешёл в состав Специального района Фошань (佛山专区). 
В октябре 1961 года уезд Лунмэнь был вновь выделен из уезда Цзэнчэн
В 1963 году Специальный район Хойян был воссоздан, и уезд вернулся в его состав.
В 1970 году Специальный район Хойян был переименован в Округ Хойян (惠阳地区).
В 1975 году уезд Цзэнчэн был передан из округа Хойян под юрисдикцию Гуанчжоу.
Постановлением Госсовета КНР от 8 декабря 1993 года уезд Цзэнчэн был преобразован в городской уезд.
Постановлением Госсовета КНР от 12 февраля 2014 года городской уезд Цзэнчэн был преобразован в район городского подчинения.

## Административное деление
Район делится на 4 уличных комитета и 7 посёлков.

## Экономика
В районе Цзэнчэн расположено много фабрик, которые шьют женскую, мужскую и детскую джинсовую одежду. Также в районе расположены крупные газовые ТЭС «Цзэнчэн» (Zengcheng Power Station) и «Фусинь» (Fuxin Power Station), логистический комплекс компании Shein.

## Транспорт
Станция Цзэнчэн связана грузовыми железнодорожными перевозками с городами Центральной Азии (экспорт бытовой электротехники, электроники, автозапчастей, одежды и обуви, импорт сырья и продуктов питания). 